# Winitar
Winitar (u Jordanesa), Witimir (łac. Vithimiris u Ammiana Marcelina) – król Ostrogotów, który według Jordanesa w roku 375 w drugim starciu (bo pierwsze przegrał) pokonał Antów, a ich księcia Boza ukrzyżował wraz z synami i siedemdziesięcioma naczelnikami plemiennymi.
Przyjmuje się, że imię zanotowane przez Jordanesa to raczej przydomek, goc. *Vinita-harjis, „Wenedobójca” lub „zwalczający Wenedów” (czyli Słowian).
Był wnukiem Wultulfa, brata Hermanaryka. Ponieważ podlegał zwierzchności Hunów, a uderzył na Antów będących sprzymierzeńcami Hunów, działaniami swymi sprowokował odwet ze strony huńskiego chana Balambera, który pozyskał innego Amala Gesimunda (syna Hunimunda, wnuka Hermanaryka) i na czele armii złożonej z Hunów i części Ostrogotów uderzył na Winitara w 376 roku. Dwie pierwsze bitwy wygrał Winitar, jednak w trzeciej przegrał i poległ. Po wygranej chan Balamber pojął za żonę jego siostrzenicę Wadamerkę. Winitar osierocił nieletniego syna Wideryka (Wandalara). Władcą Ostrogotów z huńskiego namaszczenia został Hunimund.